# لنتحدث جدتي
لنتحدث جدتي (بالفرنسية: Parlons Grand-mère)‏ هو فيلم وثائقي قصير سنغالي صدر عام 1989 وأخرجه جبريل ديوب مامبيتي.
يتحدث الفيلم بالخصوص عن مرحلة تصوير الفيلم الروائي الثاني للمُخرج إدريسا ويدراوغو، حيث جسدها جبريل في فيلم وثائقي مليء بالحكايات المُضحكة عن كواليس ومخاطر تصوير الأفلام في بوركينا فاسو.

## روابط خارجية
لنتحدث جدتي على موقع IMDb (الإنجليزية)
- لنتحدث جدتي على موقع قاعدة بيانات الفيلم (الإنجليزية)
- لنتحدث جدتي على موقع ليتربوكسد (الإنجليزية)
- لنتحدث جدتي على موقع كينوبويسك (الروسية)